# 南朝官制
南朝官制，南北朝时南朝的官制。南朝各代虽制度不同，但增设官额、虚立官名来安置功臣、贵威、豪门、近幸的情况大致相同。官制特点是机构重叠、品秩混乱，朝廷军政大权，不在三省或五省，而在权臣或者統兵大将之手。造成当时朝廷腐败，人浮于事，政权更迭频繁。

## 刘宋
中枢设太宰、太傅、太保为三师；太尉、司徒、司空为“三公”。不常设，“论道经邦，燮理阴阳，无其人则阙”。设丞相，宋末，萧道成称相国，后夺权篡位。三省之制和晋朝相同。
- 尚书省（尚书寺），称为内台。官员有尚书令、仆射及六尚书：吏部尚书、祠部尚书、度支尚书、左民尚书、都官尚书（都官尚书为刘宋增设）、五兵尚书。尚书令、仆射与六尚书合称“八座”。六尚书之下，分设二十曹，类似以后六部中的司。
- 中书省，其长官为中书令、中书监。又有秘书监、御史中丞等官。
- 门下省，其长官为侍中。接近皇帝，得入宫禁，权力特重。

刘宋有封王、封侯之制，又采用东晋的官品（第一品至第九品）与秩禄（以石计禄）并用之制。如侍中为比二千石、第三品；尚书令为千石、第三品；给事黄门侍郎、六百石；仆射及尚书为六百石、第三品。因制度混乱，品级、禄秩之间往往高低不相应。
刘宋兵制，皇帝有自己的直属部队，以守卫宫廷；武将有自己的部曲；诸王也有自己的兵。战争频繁，往往临时征发壮丁以充兵。军事上所置将军之号较多：有大将军、骠骑将军、车骑将军以及卫将军、四征、四镇、中军、镇军、抚军、四安、四平将军及左将军、右将军、前将军、后将军等号。
刘宋设统治各族之郎将、校尉，如平越中郎将（治广州）、南蛮校尉（治荆州）、西戎校尉（治汉中）、镇蛮校尉（治宁州）。
宋地方行政区划分三级：州、郡、县。州设刺史、郡设守，县设令或长。

## 萧齐
齐朝官制与刘宋大体相同。中枢官制设尚书台，有尚书令、仆射，下设吏部尚书（分四曹）、度支尚书（分四曹）、左民尚书（分二曹)、都官尚书（分四曹）、五兵尚书（分二曹）、祠部尚书（由右仆射领）、起部尚书（掌管大工程，事毕省去，不常置）。尚书令“总领尚书台二十曹，为内台主”。中书省设中书监、令，门下省设门下侍中。侍中权重，“接膝密语”、“主玺陪乘”，与皇帝关系亲密。地方上，齐朝仍为州、郡、县三级。

## 萧梁
“梁武帝受命之初，官班多同宋、齐之旧”。尚书省有六尚书及二十三曹。规定“尚书掌出纳王命，敷奏万机”。门下省长官为侍中、给事黄门侍郎。门下省“掌侍从左右，摈相威仪，尽规献纳，纠正违阙”。“侍中祭酒与侍郎高功者一人，对掌禁令”。中书省，长官为中书监、中书令，“掌出纳帝命”。三省职掌较前代明确。梁朝又有集书省，有散骑常侍等官。尚书省、中书省、门下省、集书省、秘书省合称为五省。
蕭衍在天监七年（508年）采用古制，设春、夏、秋、冬之卿名，一共十二卿。将寺卿之编制扩大。各寺分属各卿，如以太常、宗正、司农三官为春卿等。
梁朝封爵，诸王之下，有公、侯、伯、子、男之爵。官品以九品与禄秩并行。天监初年，萧衍“命尚书删定郎蔡法度，定令为为九品。“萧衍在文书上加批：“一品秩为万石，第二、第三为中二千石，第四、第五为二千石。”后又定为十八班，“以班多者为贵；同班者，则以居下者为劣”。如丞相、太尉、大将军为十八班；尚书令为十六班；尚书仆射、中书监为十五班；吏部尚书等为十四班；中书令及列曹尚书为十三班；侍中为十二班；御史中丞为十一班。郡守、郡丞为十班；县为七班。又有“蕴位”、“勋位”之设。
军制上，萧衍大设军职，奖励军将，定将军之名号ー百二十五号，为二十四班；后增加到二百四十号，为四十四班。边地的将军，有一百二十五号，分为二十八班。
地方上仍为州、郡、县三级，天监十年（511年）为二十三州，三百五十郡，一千零二十二县；大同年间增至107州，地小官多，人浮于事。

## 南陈
陈承梁制，略有变更，以相國、丞相、太宰、大司马、大将军等为“赠官”。设五员尚书、二十一郎。官品分为九品十八班。南陈如梁制也列有秩禄等级。官制有清、浊之分。事简位高者列为“清”，事繁位低者列为“浊”。